# Kviksand
Kviksand er en løs vandfyldt jord som let påvirkes af masse eller tryk. Kviksand kan dannes med sand, silt, ler eller andre kornede jorde som er vandmættede eller overmættet af vand, som flyder nedefra fra f.eks. et kildespring med nok tryk til at dele og holde kornene oppe i vandet. Det uforstyrrede sand er ofte fast eller ser fast ud, indtil det udsættes for chok eller et pludseligt tryk, som f.eks. at man træder ned i det, hvilket gør det flydende, da det mister sin friktion. Kviksand kaldes også flydesand.
Kviksand i sig selv er ikke så farligt som vist på spillefilm. Fordi kviksand har højere massefylde end vores krop, vil man flyde i det. Da kviksand som regel kun er omkring en meter dybt, er det forholdsvis usandsynligt at man synker under overfladen. De største farer ved at sidde fast i kviksand er nedkøling, sult, oversvømmelse eller tidevand.
Kviksand kan findes inde i landet (på flodbanker eller i marsk) eller nær kysten. Det kan også dannes ved jordskælv, når det øgede grundvandstryk presser vandet til jordoverfladen i en proces kaldet likvefaktion, hvorved bygninger kan synke i jorden. 
Et sted som er særlig kendt for sit kviksand er Morecambe Bay i England, Storbritannien, og ved Søby Brunkulslejer i Midtjylland. Sidstnævnte som følge af den store strukturnedbrydning der er sket i forbindelse med udgravningen, samt et meget vandfyldt miljø og undergrund. Der er ligeledes konstateret forekomster af kviksand ved Vesterhavet i Thy og Stenhøj strand, nær Juelsminde.